# 이집트의 종교
이집트의 종교 (2020년)
이집트의 종교는 일상 생활의 많은 측면을 통제하고 법으로 규제되어 있다. 이집트의 국교는 이슬람교이며, 공식 통계가 없는 상황에서 추정치는 크게 다르다. 2006년 인구 조사 이래로, 종교는 제외 대상이었기에, 따라서 사용 가능한 통계 자료는 종교 및 비정부 기관에서 내놓은 추론치이다. 이집트는 수니파가 다수이며 (인구의 85-95%로 추정), 그 다음으로 큰 종교 집단은 콥트 정교회 (추론 상 5-15%)이다. 기독교인들의 정확한 신자의 수는 논란의 대상이며, 기독교인들은 자신들이 현존하는 인구 조사에서는 체계적으로 저평가 당했다고 주장하고 있다.

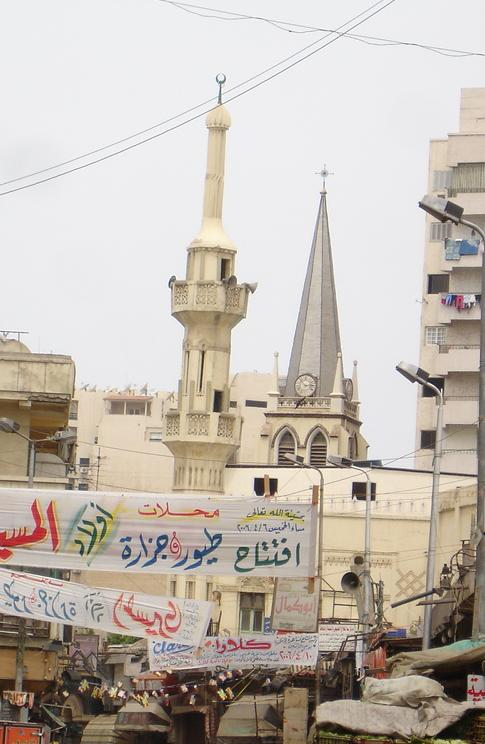
모스크 옆으로 교회가 위치한, 흔한 이집트의 종교 모습

이집트는 두 개 주요 종교 기관을 두고 있다. 파티마 칼리파국이 서기 970년에 이집트의 초대 이슬람 대학교로 건설한 알아즈하르 모스크와 1세기 중엽 성 마르코가 건립한 알렉산드리아 콥트 정교회이다.
이집트에서, 무슬림 및 기독교인 등은 공통 국민 정체성, 민족성, 인종, 문화, 언어를 공유하고 있다.
2002년, 무바라크 정권 당시에, 콥트교의 성탄절 (1월 7일)이 공휴일로 지정되었으나, 그렇지만, 기독교인들은 법 집행 기관, 국가 안보, 공직에서 명목상으로만 대표되고 있으며, 종교를 이유로 노동 시장에서 차별을 받고 있다.

## 인구 통계
2010년, 이의가 제기된 2006년 인구 조사 자료를 근거로, 이집트인의 94.9%가 무슬림, 5.1%가 기독교인, 1% 이하가 유대인, 불교도, 그 외 종교인 등이라고 추론되었다. 이집트 인구 중에 기독교인의 비율은 공식 통계 자료에 의하면 이집트의 기독교인이 8.3%라고 내놓은 지난 세기 1927년에 시행된 공식 인구 조사 당시에 정점을 찍고 내려간 것이다. 이후 일곱 차례 벌어진 각 인구 조사에서 비율은 변동하였고, 1996년에는 5.7%로 끝이 났다.
하지만, 대부분의 기독교인들은 이 수치가 저평가당한 것이라 주장하며 반박하였다. 기독교인들은 자신들이 이집트 인구의 15% 또는 심지어는 25%까지 구성한다고 주장한다. 2017년에 국영 신문사인 알 아흐람은 기독교인의 비율이 10 퍼센트에서 15 퍼센트에 해당한다고 주장하였는데, 워싱턴 근동정책연구소가 내놓은 범위와 유사하다.
2016년 아프로바로미터 (기독교인 10.3%, 무슬림 89.4%),  그리고 2019년 아프로바로미터 (기독교인 9.6%, 무슬림 90.3%)가내놓은 최근의 자기 인식 조사에서 기독교인의 비율은 약 10%이었다.
미 중앙정보국 (CIA)의 2015년 수치에 따르면, 수니파는 인구의 90%를 구성하는 가운데, 기독교인들이 나머지 10%를 이뤘다. 수니파 무슬림의 상당 수는 토착 수피 성향 종파를 따르고 있다. 전해진 바에 의하면 이집내 아흐마디 무슬림이 5,000명 가까이 있다고 한다. 이집트의 시아파 성향 열두 이맘파와 이스마일파 공동체의 추정치는 800,000명에서 약 2-300만 명 정도이다.
대부분의 이집트 기독교인들은 오리엔트 정교회의 일종인 토착 종교 알렉산드리아 콥트 정교회에 속한다. 그 외 기독교 종파에는 아르메니아 사도교회, 로마 가톨릭교회, 마론파, 영국 국교회 등이 있다. 알렉산드리아 그리스 정교회 (동방 정교회)는 대략 350,000명의 신자가 있다. 2008년 알렉산드리아 교황 셰누다 3세와 슈브라의 모르코스 주교 등이 발표한 가장 최근의 공표에는 이집트 내 정교회 소속 기독교인들의 수가 1,200만 명이 넘는다는 것이었다. 교회 관계자들이 내놓은 다른 추정치에는 이 수가 1,600만 명에 이른다고 했다. 콥트 정교회는 이 수치들이 정기적으로 갱신되는 신도들에 대한 기록을 근거로 했다고 주장한다. 개신교 교회는 이집트인 신자가 약 300,000명이 있다 하였고, 콥트 가톨릭 교회는 이와 유사한 신자 수가 있을 것으로 추측된다. 이 수치는 이집트 전체 인구 중 기독교인의 비율을 10%에서 20% 사이로 추정하게 한다.
소규모지만 과거부터 상당한 바하이교 신자들이 존재하고, 2022년에는 그 수를 1,000명에서 2,000명 사이로 추론하며, 이와 더불어 더 적은 유대인 공동체도 존재하는데, 2014년에는 추론 상 13명의 신자가 있었다 (1953년 왕정의 붕괴 및 수십 년간 이어진 아랍-이스라엘 전쟁 기간 박해 이전 80,000명에서 감소).
이집트인들의 다수가 공개적으로 자신을 불가지론자 및 무신론자로 밝히고 있는데, 무종교에 대한 공개적인 표현이 괴롭힘이나 법적 제재가 없기 때문이다. 대부분의 자료들은 공개적으로 정체성을 밝힌 이집트의 불가지론자의 수가 몇 백 만에 이를 것으로 추정한다. 하단의  불가지론 및 무신론 참조.

## 종교의 자유 및 인권
2020년의 한 보고서는 이집트가 종교와 관련하여 사회적 적대심이 가장 높은 수준을 띠는 다섯 개 국가 중 한 곳이라 하였다.
2021년의 한 보고서는 이집트 정부가 종교적 폭력에 대한 단속을 강화했으며, 여기에는 사마안 셰하타 신부의 살해범에 대한 처형도 포함된다.
프리덤 하우스는 2022년에 이집트의 종교의 자유를 4점 만점 중 2점 그리고 정치적 자유와 시민의 자유 등 모든 권한 등에 대해 100점 중 21점을 매겼다.
믿음과 숭배에 대한 자유는 이집트 헌법 제64조를 통해 절대적인 것으로서 공인되었지만, 정부의 개입 및 종파 간의 분쟁 등으로 사실상 제한받고 있다. 이집트의 법률 중 일부 측면은 이슬람적 신조에서 세워진 것들이다. 이집트 기관들은 유대교, 이슬람교, 기독교만을 인정하고 있으며, 다른 신앙들과는 달리 이들 종교만을 공개적으로 숭배하는 걸 허용하고 있다. 압둘팟타흐 시시 이집트 대통령과 다른 고위 인사들은 종교적 관용을 강조하고 있다. 2019년, 시시의 내각은 다수의 교회를 승인했다. 그렇지만 이집트의 기관들은 종종 기독교인들에 대한 폭력을 저지른 군중들에 대해 제재를 가하거나 엄중한 행위를 가하지 않고 있다. 모스크 건설이 개입 없이 기관들이 허용하고 있는 한편, 때때로 대중의 압력에 따라 정식으로 등록된 교회조차도 폐쇄하도록 했다. 기독교인들은 또한 지속적으로 이라크 레반트 이슬람 국가의 대상이 되기도 한다. 종교에 대한 경멸 또는 신성 모독은 이집트의 형법전 98조에 따라 기소된다. 이슬람교에서 다른 종교로 개종은 공식적으로 인정받지 못하고 있으며, 이슬람교로 개종하는 사람들에게도 문제가 발생한 사례가 있다. 이집트 정부는 또한 소수 이슬람 종파에 대한 차별을 가하고 있으며, 대표적으로 공공연한 공식적인 차별에 직면한 시아파이며, 알아즈하르 대학교의 입학이 금지되어 있기도 하다.
2006년에 이집트의 최고 행정 법원은 "공인된 종교" (즉 이슬람교, 기독교, 유대교)와 그 외 모든 종교의 신앙 간의 법적 구분을 명백히 하였다. 이 판결은 사실상 아브라함 종교인 세 종교를 제외한 모든 종교를 따르는 것에 대한 정당성을 부정하고 금지하였으며, 비아브라함 종교 공동체들이 위증을 저지르거나 신분증 발급을 거부당하게 했었다가 (이집트의 신분증 논란), 2008년에 들어서야 카이로 법원은 비공인 소수 종교들도 출생 증명서 및 신분 기록 문서 등을 발급받을 수 있게 했지만, 단, 법적 문서에서 자신의 종교를 생략하는 경우에 한해서이다.

### 개종 제한
종교의 자유가 이집트 헌법으로써 보장을 받고 있지만, 휴먼 라이츠 워치에 따르면, "이집트인들은 어려움 없이 이슬람교로 개종할 수 있지만, 기독교로 개종한 이슬람교도는 새로운 신분 증빙 서류를 얻는 데 있어 어려움을 겪고 일부는 이런 서류를 불법적으로 위조하다가 체포되고 있다"라고 한다. 스스로를 보수라고 여기는 공무원들은 법률이 요구하는, 종교 변경을 인지하는 데 필요로 한 법적 절차의 복잡성을 강화하고 있다. 때때로 안보 기관들은 이슬람교에서 기독교로 개종하는 것 (때로는 그 반대)은 사회적 불안을 야기한다고 주장하기에, 단순히 사회적 문제가 발생하는 것을 예방하기 위해 부당하게 그 대상자들을 구금하는 행위를 정당화하기도 한다. 2007년, 카이로 행정 법원은 이슬람교로 개종한 뒤에 기독교로 다시 수정한 것을 기록한 신분 증명 문서를 얻으려는 시민 45명의 권리를 거부하였다. 하지만, 2008년 2월 이집트 최고 행정 법원은 이 결정을 뒤집고, 기독교로로 다시 돌아간 시민 12명이 신분증에 자신의 종교를 재기재하는 것을 허용하였으나, 일시적으로 이슬람교를 받아들였다는 것을 명시하도록 했다.

### 혼인
이집트 당국의 법률은 무슬림 남성이 기독교인이나 유대인 여성과 혼인하는 것은 허용하지만, 기독교인이나 유대인 남성은 무슬림 여성과 혼인하는 것은 허용하고 있지 않다.

### 콥트와의 관계
이집트에서 가장 큰 소수 종교 집단인 콥트 기독교인들은 차별적 법률에 가장 부정적 영향을 받은 이들이다. 이집트의 콥트교도는 가말 압델 나세르가 일으킨 1952년 쿠데타 이래로 점차 사회에서 소외화를 당하고 있다. 가장 최근까지, 이집트 내 기독교인들은 교회의 사소한 수리까지도 대통령의 허가가 필요했었다. 해당 법률은 주 당국의 허용 범위로 내려가며 완화되었으나, 콥트인들은 새로운 교회를 지을 때 많은 장애를 겪는 걸 이어나가고 있다. 이 장애는 모스크에 짓는 데 있어서는 그다지 크지 않다.
무슬림 및 기독교인 등은 공동의 역사와 민족 정체성을 고유하지만, 종교적 긴장 정도가 올라가면, 개인적인 편견 및 폭력의 행동들이 발생한다. 가장 대표적 사태가 2000년~2001년의 엘코세 공격 사태였으며, 당시 무슬림과 기독교인들이 두 종교 간의 분쟁에서 이어진 이 유혈 및 종교 내부 충돌에 연루되어 있었다. "20명의 기독교인 및 무슬림 등이 카이로에서 남쪽 440km 거리에 떨어진 엘코세라는 마을에서 일어난 폭력 사태로 사망했다." 2005년, 샤르키야주의 카프르 살라마 (Kafr Salama)라는 마을에서 벌어진 무슬림과 기독교인 간의 언쟁이 한 무슬림의 죽음을 낳고 말았다. 이후 무슬림 마을 사람들은 정부 당국이 질서 회복에 나서기 전까지 아부 시핀 교회 (Abu Sifin Church)와 몇몇 기독교 가정을 공격하고 일부 가게들을 약탈했다. 2006년, 만취에 정신병을 앓고 있다고 경찰 측에서 묘사한 한 인물이 알렉산드리아의 교회 세 곳을 공격하여, 한 명을 사망케 하고 다섯 에서 열 여섯 명의 부상자를 발생시켰으며, 이 공격자는 어느 조직과 연루된 것은 아닌 것으로 알려졌다. 2010년 1월 7일, 총기를 든 무슬림 한 명이 나그함마디의 교회를 나서는 기독교 신자들에 총기 발사를 하여 9명의 콥트교인 사망을 야기했다.
2011년 1월 1일, 알렉산드리아의 한 콥트 교회 밖에서 발생한 차량 폭탄 테러로 최소 21명이 사망하고 83명이 부상을 입었다. 2011년 5월 7일, 카이로의 한 교회가 방화를 당했다. 2012년 10월 14일 보안 당국이 틈을 보이자, 기독교인 가정에서 여성을 납치하려던 무슬림 두 명 중 한 명이 살해당했다.
2013년 1월 무슬림 형제단이 득세하자, 기독교 비영리 단체 오픈 도어즈는 이집트를 기독교인이 살기에 가장 어려운 곳 25위에 등재시켰다.

## 이집트의 종교

### 공인 종교

#### 이슬람교

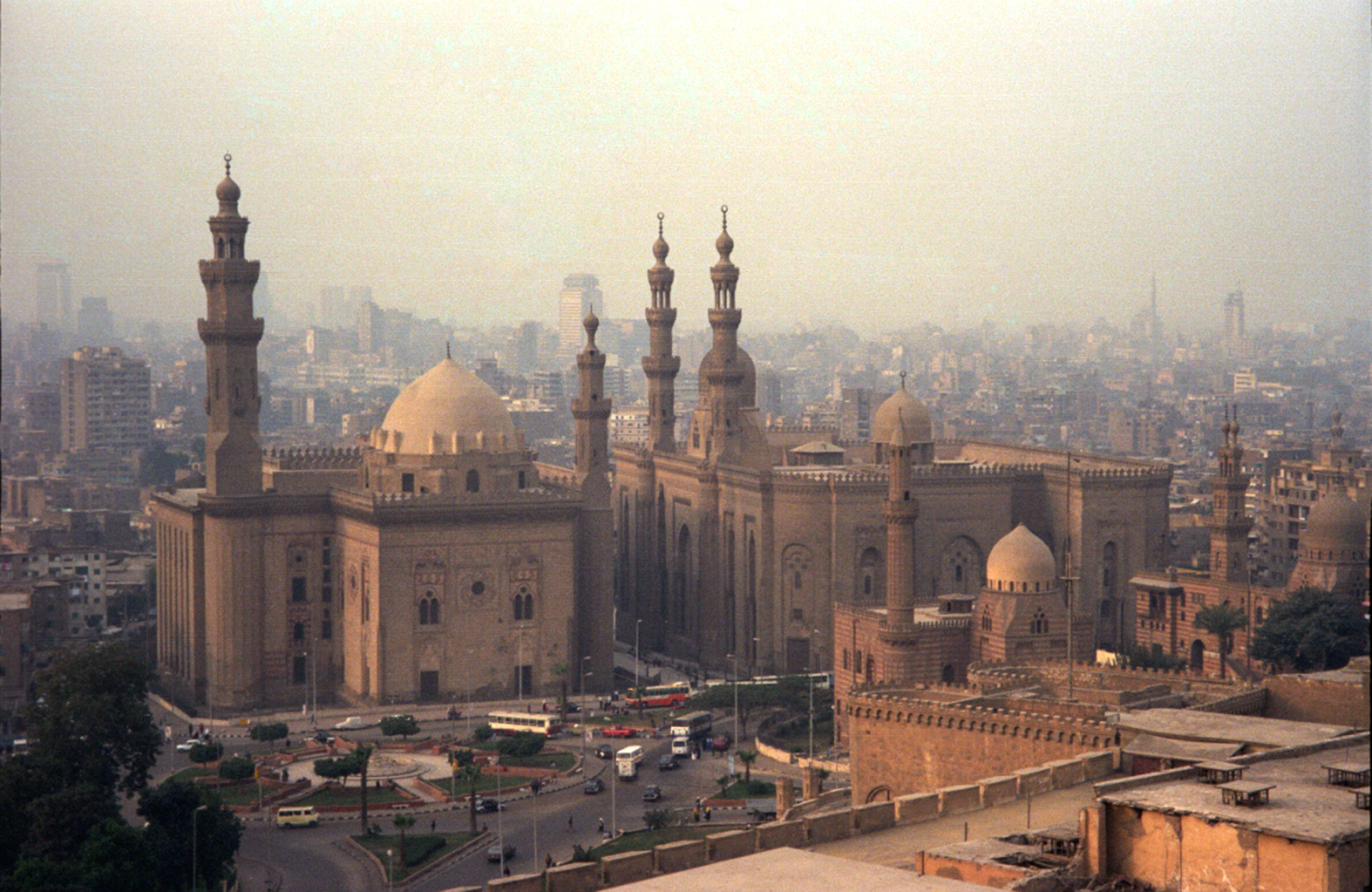
카이로 성채에서 본 카이로 구시가지

이슬람교는 1980년 이집트의 헌법 제2조 조항에 따라 이집트의 국교이며, 그 이전까지 이집트는 세속 국가이었다. 이집트 무슬림의 대부분은 수니파이며, 소수의 무으타질라파, 시아파의 열두 이맘파 및 이스마일파 공동체 등이 나머지를 이루고 있다. 수니파 이집트의 상당한 수는 또한 토착 수피의 종단도 따르고 있다. 이집트는 전세계의 최고 저명한 수니파 기관인 알아즈하르 대학교를 두고 있다. 이곳은 가장 오래된 이슬람교의 고등 학문 기관 (서기 970년경 설립)이고, 전세계에서 가장 오래된 현존 대학교이라고 주장한다.

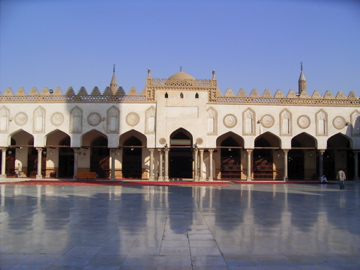
970년에 파티마 왕조가 이집트 내 최초의 이슬람 대학교으로 세운 알아즈하르 모스크

시아계 이스마필파이던 파티마 왕조 칼리파국은 이집트를 자신들의 본거지로, 카이로를 수도로 삼았다. 이집트의 다양한 사회 집단과 계층들은 자신들의 삶의 방식에 다양하게 이슬람교를 적용하였다.  알아즈하르의 박식한 신학자들은 수피의 영향을 많이 받은 종교 설교가와 교외 지역의 농민들이 따르는 대중적인 이슬람교를 보통 거부한다. 수피즘은 이슬람교가 처음 도래한 이래로 이집트에서 번성하고 있다. 대부분의 상류 및 중산층 무슬림들은 종교적 표현이 개인적인 문제이거나 이슬람교가 한층 더 주도적인 역할을 해야한다고 믿는다. 계층을 초월한 매력을 가진 이슬람 종교 부흥 운동은 오랜 기간 대부분의 도시와 많은 마을에서 존재하고 있다.
이집트 헌법에 따르면, 어느한 종류의 새로운 입법 행위는 이슬람법과 최소한의 일치가 내재해야만 한다. 수니파의 주류인 하나피파가 '종교부'를 통해 이집트의 대부분을 통제하고 있다. '종교부'는 모든 모스크를 통제하고 무슬림 성직자들을 감독하나, 샤피이파와 말리키파 등은 두 가지가 혼재되어 있다. 이맘들은 이맘 직업 학교 및 알아즈하르에서 교육 받는다. 종교부는 수니파 이슬람교를 지원하고 이슬람적 문제에 대해 파트와 판단을 내릴 권한이 부여된 위원회를 운영하고 있다.
학자들은 시아파 무슬림들이 인구의 1%를 이룬다고 추측한다. 소수의 다우디 보흐라 무슬림, 아흐마디 무슬림 및 다양한 집단들이 극소수 이집트 내에 존재한다.

#### 기독교

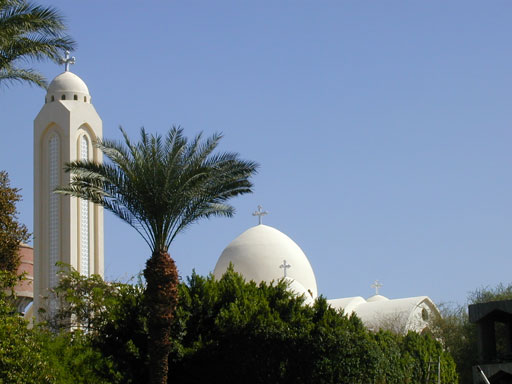
이집트인의 약 5%에서 15%는 알렉산드리아 콥트 정교회의 신자로서 기독교를 따른다. 이집트의 기독교인들은 중동 내 가장 큰 기독교 공동체이다.

이집트의 콥트 기독교인은 다양한 통계에 따르면 이집트 인구의 5%에서 15% 사이를 차지하며 중동과 북아프리카에서 가장 큰 기독교 공동체이다. 이집트 기독교인의 약 95%는 콥트 동방 정교회의 교황이 수장으로 있고 서기 1세기 성 마르코가 성립한 것으로 전통적으로 여겨지는 오리엔트 정교회의 하나인 알렉산드리아 콥트 정교회의 신자로, 이집트의 강한 기독교 유산을 나타내고 있다. 전세계에 대략 천만 명의 신자가 존재한다.

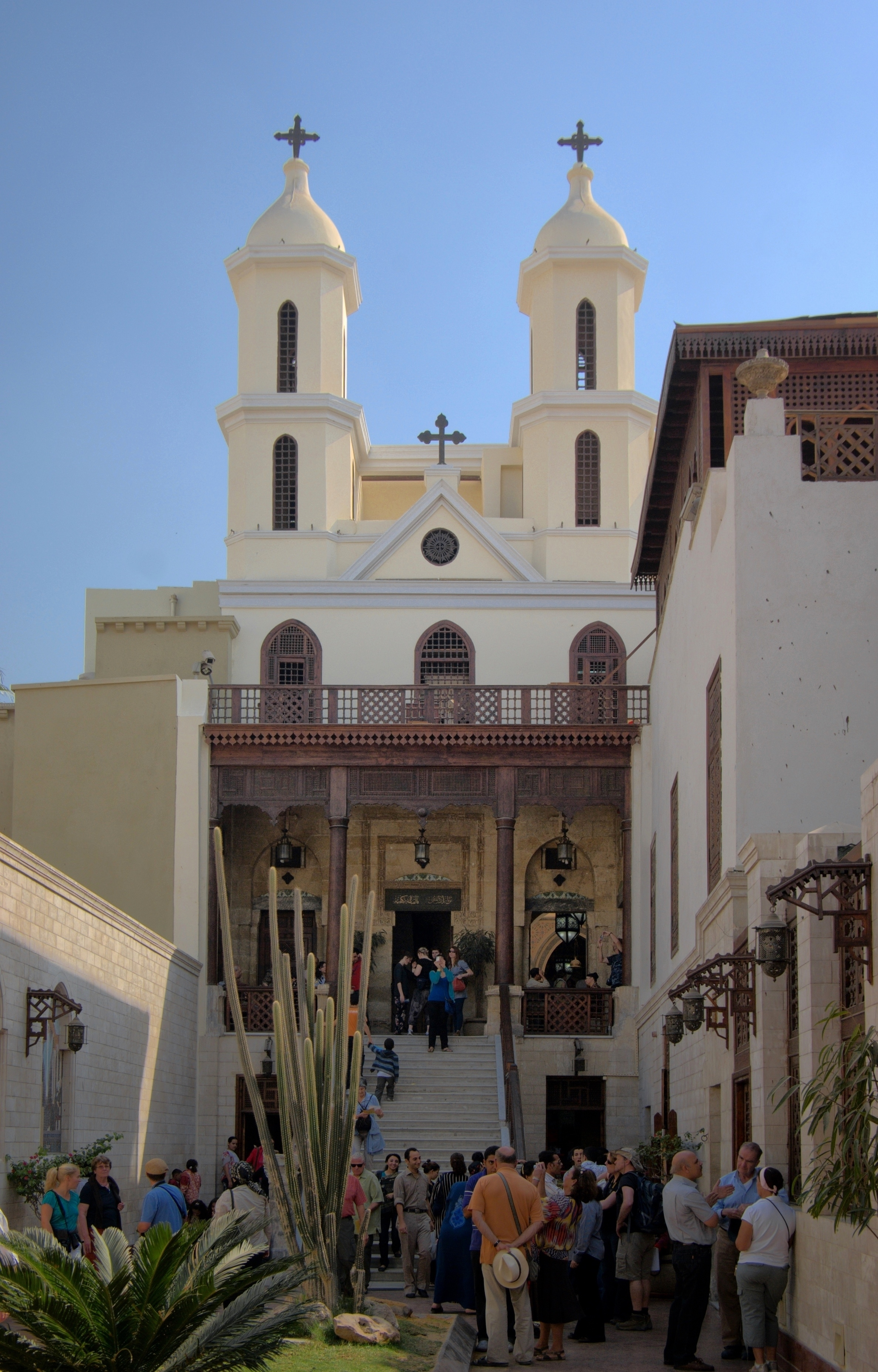
서기 3세기 또는 4세기에 지어진 카이로의 공중 교회는 이집트에서 가장 유명한 콥트 교회 중 하나이다.

그 외의 토착 이집트 기독교인들에는 콥트 가톨릭교회 및 콥트 복음 교회 등의 콥트 개신교 종파 신자가 있다. 비토착 기독교 공동체는 알렉산드리아, 카이로 등 도심 지역들에서 대부분을 찾아볼 수 있고, 알렉산드리아 그리스 정교회, 멜키트 그리스 가톨릭교회, 아르메니아 사도교회, 라틴 교회의 로마 가톨릭교회, 영국 국교회 알렉산드리아 교구, 마론 교회, 아르메니아 가톨릭교회, 칼케돈 가톨릭교회, 시리아 가톨릭교회 또는 시리아 정교회 등의 신자들이 존재한다.
이집트 기독교 공동체 내 주요 소수 종파들은 다음과 같다:
- 가톨릭 사도교회 및 정교회:
  - 콥트 가톨릭교회 (동방 가톨릭교회)는 이집트 내 대략 210,000명 그리고 전세계에 50,000명의 신자를 두고 있다.[23] 로마의 교황과 교회적 친교 관계에 있으며, 현재는 이브라힘 이사크 시드라크 콥트 알렉산드리아 가톨릭 대주교가 이끌고 있다.
  - 알렉산드리아 그리스 정교회 (동방 정교회)는 이집트 내에 신자 약 350,000명이 존재한다.[23] 아프리카 내 150만 명, 유럽, 북미 및 남미 등에 10,000명에서 15,000명 가량의 신자도 존재한다. 현재 알렉산드리아 그리스 정교회 대주교는 교황 테오도로스 2세이다.[71]
  - 멜키트 그리스 가톨릭교회 (동방 가톨릭교회)는 이집트 내 대략 7,000명 신자가 존재한다.[23] 이집트 교구는 프로토싱겔로스가 감독하며, 유럽, 남미, 북미, 호주 등에 35,000명에서 50,000명 사이의 해외 거주 신자를 두고 있다.
  - 아르메니아 사도교회 (오리엔트 정교회)는 이집트 내 대략 7,000명 신자가 존재한다.[23] 이들의 대부분은 레바논 내 킬리키아 성좌보다는 아르메니아 내 에치미아진 성좌를 따른다.
  - 라틴 가톨릭교회는 이집트 내 대략 7,000명 신자가 존재한다.[23] 이들의 대부분은 이집트 출생이지만, 이탈리아인, 몰타인, 프랑스인 또는 이집트 내 외국 외교단같이 외국인 출신들이다. 라틴 가톨릭교회에 속하는 아주 극 소수의 토착 이집트인들도 있고, 주로 결혼을 통해 신자가 된 경우도 있다.
  - 마론 교회 (동방 가톨릭교회)는 이집트 내 대략 5,000명의 신자가 존재한다.[23]
  - 아르메니아 가톨릭교회 (동방 가톨릭교회)는 이집트 내 대략 1,200명의 신자가 존재한다.[23]
  - 칼케돈 가톨릭교회 (동방 가톨릭교회)는 이집트 내 대략 500명의 신자가 존재한다.[23]
  - 시리아 가톨릭교회 (동방 가톨릭교회) 이집트 내 대략 2,000명의 신자가 존재한다.[23]
  - 시리아 정교회 (오리엔트 정교회) 이집트 내 극 소수가 있으며, 450명에서 500명 사이로 추산한다. 이들 대부분은 알렉산드리아 교리 문답학교 또는 이집트 대학교에서 유학하는 외국인 학생들이다.

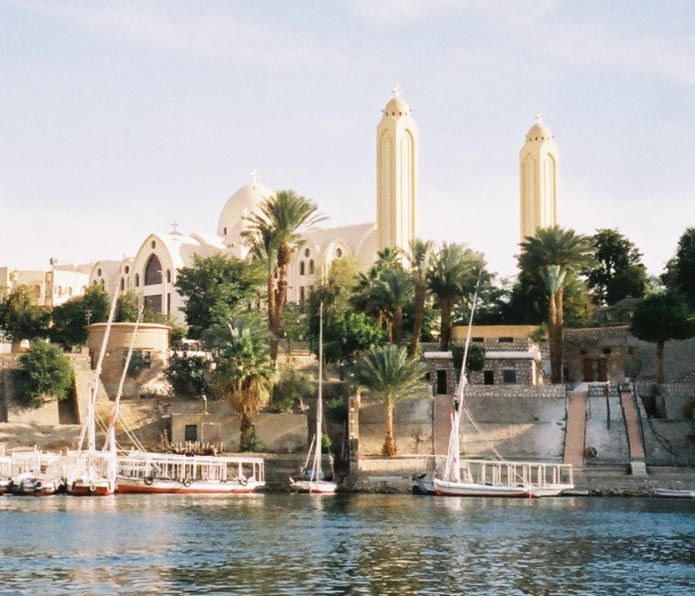
아스완의 대천사 미카엘 콥트 대성당. 상이집트 내 이집트 상당 비중은 콥트 정교회의 유산이다.

- 이집트에는 개신교 교회 역시 존재한다. 이집트 내 개신교 신자의 수는 대략 200,000명이다.[23] 종파는 다음과 같다:
  - 영국 국교회 알렉산드리아 교구 (영국 국교회의 교구)는 이집트 내 대략 10,000명에서 15,000명 사이 신자를 두고 있다.
  - 이집트 복음 교회 (나일 시노드)는 이집트 내 대략 140,000명 신자를 두고 있다.
  - 하나님의 성회는 이집트 내 40,000명 신자를 두고 있다.
  - 자유 감리교회는 이집트 내 120개 교회와 10,000명 신자를 두고 있다.
  - 개방적인 형제교회는 이집트 내 5,000명 신자를 두고 있다.
  - 오순절 하느님의 교회는 이집트 내 3,500명 신자를 두고 있다.
  - 오순절 성결교회는 이집트 내 1,400명 신자를 두고 있다.
  - 예언의 하느님의 교회는 이집트 내 1,100명 신자를 두고 있다.
  - 제칠일안식일예수재림교회는 이집트 내 852명 신자를 두고 있다.

#### 유대교

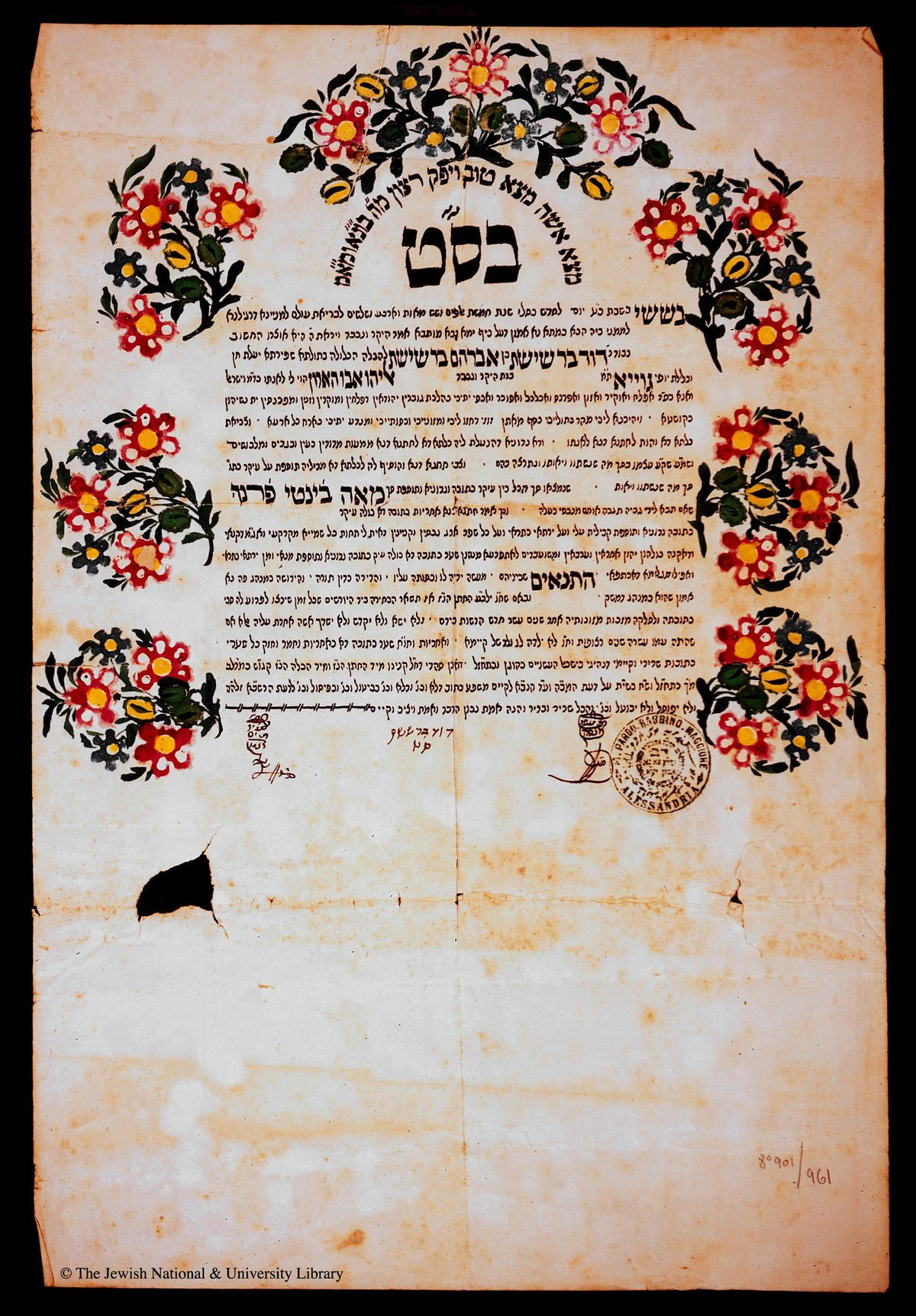
1873년 이집트의 케투바

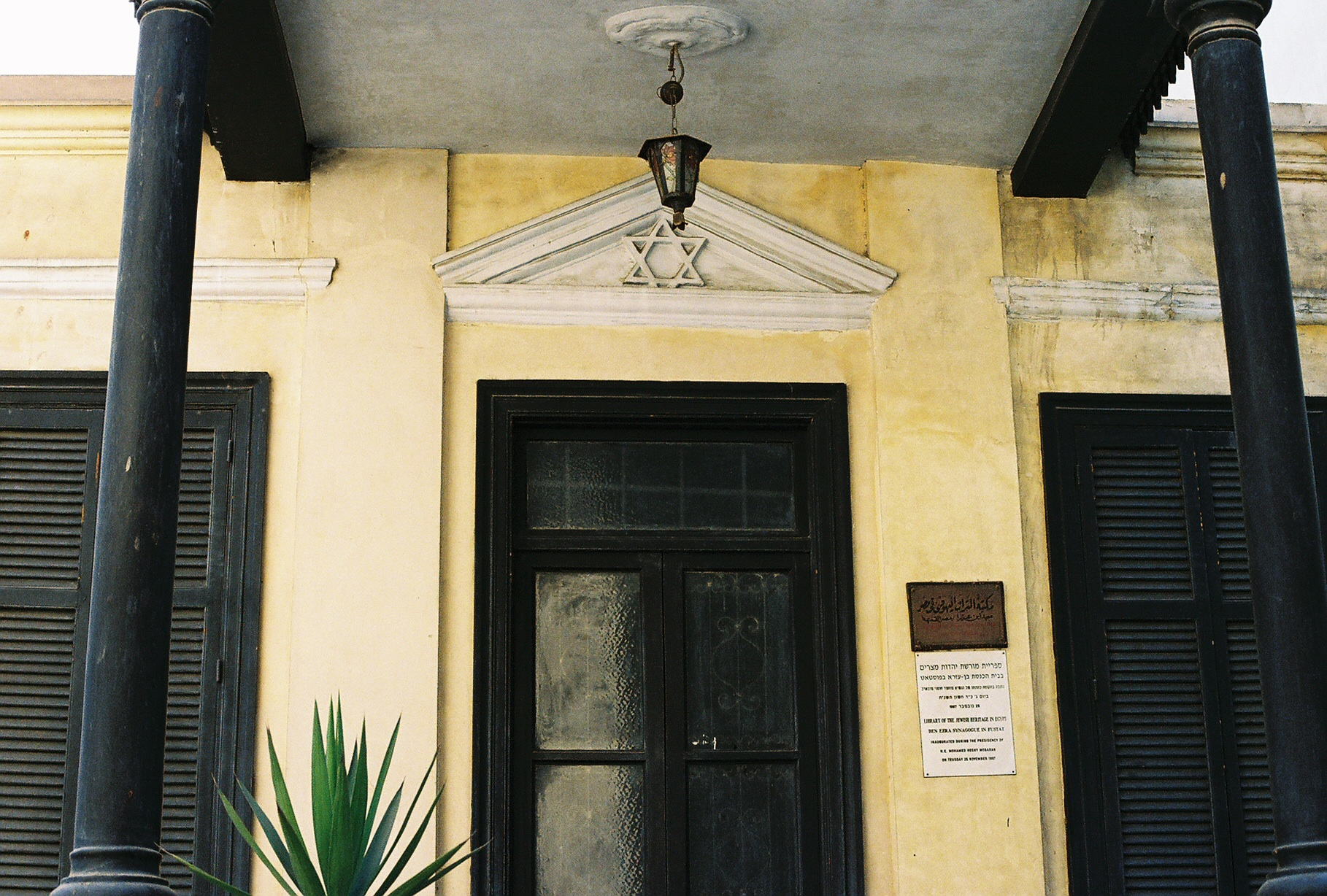
구카이로의 벤 에즈라 시나고그 별관인 '이집트 유대인 유산 도서관'.

1956년 이전 그리고 1948년 인구 조사에 따르면 이집트에는 카라이트교인들을 포함해 65,639명의 이집트계 유대인들이 있었다. 유대인들은 이집트의 사회, 경제, 정치 등 모든 삶의 부문에 종사했었으며 이집트의 가장 열렬한 민족주의자 중 한 명인 야쿱 사누 (아부 나다라)가 유대인이었고, 마찬가지로 음악가 다우드 호스니, 대중 가수 레일라 무라드, 영화 감독 토고 미즈라히 등이 그렇다. 한편, 오스만 제국과 유럽에서 건너온 유대인들은 상대적으로 조화가 이뤄지던 19세기와 20세기 초 이곳의 종교적 풍경에 이집트로 이끌렸다. 1956년 수에즈 위기 이후로, 다수의 유대인들이 가말 압델 나세르에 의해 추방당했다. 이들의 이집트 시민권은 박탈당했고 이들의 재산은 몰수되었다. 이집트계 유대인들의 지속적인 이주 흐름이 이어졌고, 1967년 이스라엘과 6일 전쟁 이후 이 추세가 정점에 이르렀다. 2016년 중엽을 기준으로, 카이로에는 영적 지도자 마그다 타니아 하룬을 포함해 모두 6명밖에 남지 않았으며, 이들은 65세가 넘은 여성들이다. 알렉산드리아에는 12명이 더 있으며, 이들의 영적 지도자는 벤 유세프 가온이다.

### 비인가 및 박해 종교

#### 아흐마디야 이슬람교
신자가 7,000명에서 50,000명 사이로 추산되는 이집트 내 아흐마디야 운동은 1922년에 설립되었으나 21세기 기준으로 적대감과 정부의 탄압이 커져가고 있다. 알아즈하르 대학교는 아흐마디야를 비판하고 있고 아흐마디야교인들은 이집트의 명예훼손 법률에서 벗어난다고 간주되는 다른 무슬림 집단 및 경찰과 더불어 폭력을 당하고 있다. 2010년 3월 15일, 9명의 아흐마디야교인들이 종교를 이유로 구금되었다.

#### 바하이교
1925년, 이집트 왕국은 바하이교를 이슬람교와 별도의 종교로서 법적으로 인정한 최초의 이슬람 국가가 되었다. 국가가 실시한 바하이교인들의 박해는 1953년 왕정의 붕괴 이후 일어나기 시작되어, 이집트 내 모든 바하이교인들의 기관 및 공동체 활동을 금지한 1960년 법률 263년로 절정에 이르렀다. 2006년의 보고서들이 밝히기로는, 바하이 신앙의 신자들이 정부 기관으로부터 문서 발급에 어려움을 겪고 있고, 경찰들이 옳은 문서를 갖고 있지 않은 사람들을 주기적으로 구금함에 따라, 일부 바하이교인들은 가능한 한 체포를 피하기 위해 집에 자주 머문다고 한다. 2008년, 한 소송 사건에서 바하이교인이 종교란을 생략하는 요건으로 증명서 및 신분 문서를 갖게 허용하도록 했다.
이집트 내 바하이교인들에 대한 비공식적 추정치는 2006년에 대략 2,000명이 있다고 하였으며, 다른 추정치에서는 2010년에 6,900명의 신자가 있다고 제시하였다.
이들의 신앙은 이집트 정부로부터 공식적으로 인정받지 못하기에, 이들은 나라에서 발급된 신분증 사용을 허용받지 못하였다. 유효한 신분증이 없어서 바하이교인들은 자녀들을 학교에 입학시키거나, 은행 계좌 개설, 사업체 등록 등에 있어 어려움을 겪고 있다. 2006년 12월 16일, 단 한 번의 심리 후, 이집트 고등법원은 바하이 신앙에 불리한 판결을 내리며, 정부가 공식 신분증에서 그들의 종교를 인정하지 않을 것이라고 결정했다. 해당 판결은 바하이교인들이 신분증, 출생 증명, 또는 사망증명서를 발급받지 못하게 하였다. 하지만, 2008년 1월 29일에 관련된 두 사건의 판결을 내렸던 카이로 행정 법원은 바하이교인들에게 유리한 판결을 내렸고, 이들이 문서에 종교란을 생략하는 조건으로 출생 증명과 신분 증명 문서 발급을 허용토록 했다. 이 판결은 바하이교인들이 제시한 타협안을 받아들인 것이었고, 바하이 신앙이 공식 승인 받지 아니하고 신분 증명을 얻도록 허용했다.
2011년 이집트 혁명 기간 및 이래로 긴장 상태가 높이 유지되었는데, 여기에는 바하이교인들이 대화에 기여하기 위해 지속적인 노력을 펼쳤음에도 주택이 불타는 일이 있었다. 2011년 이래로 바하이교인들은 살라프파의 대변인이 2012년에 한 성명문인 "반역의 혐의으로 바하이교인들을 박해할 것이다"라는 내용을 언급하며,
걱정을 나타냈다.

#### 힌두교
2010년 이집트에는 약 2,700명의 힌두교인이 있었다. 이 수치는 2020년에 대략 1,124명으로 줄어들었다.

#### 무신론, 불가지론, 무종교
종교 기관들의 박해, 비종교인으로 공개적으로 신원을 밝히는 것에 대한 사회적 낙인, 그리고 공식 통계의 부재로 인해 이집트의 무신론 및 불가지론자들의 수를 밝히는 것은 어렵다. 이슬람교나 기독교에 대한 비판으로 여겨지는 공공연한 발언은 이집트의 신성 모독죄로 처벌을 받을 수도 있다. 알베르 사베르, 카림 아메르, 그 외 인물들같이 노골적인 무신론자들은 이 법률에 유죄를 받은 바 있었다. 신성 모독 사건들은 일반적인 검사가 착수하는 것이 아니라, 대륙법계의 친고죄와 유사한 과정인 시민, 보통은 종교 단체의 관계자가 신성모독을 한다고 여기는 사람을 고소하는 경우에만 발생하며, 또한 종교 단체들, 특히나 알아즈하르 기관의 관계자들은 하메드 압델사마드의 경우 및 1992년 이슬람주의자들에게 총격을 당해 사망한 파라그 푸다의 경우처럼 이집트 정부가 이행하지 않을 경우 신성모독을 벌인 자들에게 살인을 허용하는 파트와를 발행하기도 한다. 2000년, 무신론자들을 위한 지역 협회 설립을 촉구한 공개적인 무신론자이던 이집트의 한 작가가 그가 써낸 네 권의 책에 이슬람교를 모욕했다는 사유로 기소되었다.
국제 종교의 자유에 대한 2020년 미국의 보고서에 의하면 이집트 내 무신론자의 수에 대한 신뢰할만한 수치는 없다. 아랍 바로미터가 실시한 2018년 조사를 인용한 켄트 대학교의 한 연구는 이집트의 약 11%가 스스로를 종교가 없다고 여겼다는 점을 밝혔다. 2018년의 동일한 아랍 바로미터 조사에서, 90.4%가 무슬림이고, 9.6%가 기독교인, 0.1%가 종교가 없었다. 동일한 아랍 바로미터 조사에서, 젊은 이집트인의 약 20%는 스스로를 종교가 없다고 묘사했다. 공식적인 수치는 없지만, 자료들은 무신론자의 수가 점차 커져 가고 있음을 지속적으로 나타냈다. 이집트의 언론은 2011년 이래로 비신앙자와 무신론자들이 공개적으로 정체성을 밝히는 사례가 증가했다고 보도했지만 무신론 및 회의주의는 이집트에서 최근의 현상은 아니다. 절대적 숫자에 대한 명백성의 부족에도 불구하고, 특히 인터넷에서, 신앙을 떠났음을 공개적으로 밝히고 비신앙을 선언하는 젊은 이집트인들의 수가 눈에 띄게 증가하고 있다. 여러 이집트의 무종교/무신론 성향의 지식인들은 이집트의 무종교자 및 무시론자들이 가까운 사람들에게 성향을 털어놓게끔 부추치고 있으며, 이러한 경향은 이슬람교와 기독교 양쪽에서 볼 수 있고, 여성과 남성 모두에서 볼 수 있다.
이집트의 무신론자들에 대한 차별은 종교 단체들의 주요 결과이며, 이집트의 법률과 정책들은 종교의 자유를 보장하지만 발언 및 글귀를 통해 아브라함계 종교를 조롱하거나 모욕한 자들에 대해서 처벌을 하나 불교 또는 힌두교 같은 종교를 모욕하는 것은 이집트 법으로 처벌할 수 없고 이슬람교, 기독교, 기독교를 모욕하는 것은 처벌할 수 있다. 무신론 및 무종교인 사람들은 자신들의 공식적인 종교 지위를 바꿀 수 없어, 통계적으로 이들은 이슬람교나 기독교 등 부모의 종교 신자로 계산된다.
2011년 퓨 연구센터의 이집트 내 무슬림 1,798명에 대한 조사에서, 이들 중 63%가 이슬람교를 떠난 자들에 대한 사형을 지지한다고 했으나 이집트에서 해당 처벌이 실제로 이뤄진 적은 없다. 2018년 1월 이집트 의회의 종교 위원회 의장인 아므르 함루쉬(Amr Hamroush)는 "(무신론은) 범죄화 되어야만 하고 종교의 경멸로 분류되어야만 하는데 무신론자들은 신조라는 것은 없고 아브라함계 종교들을 모욕하려 하기 때문이다"라는 발언을 하며, 무신론을 불법화 하려는 법안을 제시했다. 2014년 청년부와 아와크프부 등은 무신론을 포함하여 이집트의 젊은이들 사이에서 두 부서가 '해로운 사상'으로 분류한 것들이 전파되는 것을 맞서기 위한 공동 전략을 발표하였다. 무신론자들에 대한 적대감에도 불구하고, 이들은 2011년 이집트 혁명 이래 특히 2013년 이집트 시위 이후로 점차 온라인에서 점점 더 적극적으로 목소리를 내고 있다.

## 같이 보기
- 이집트의 기독교
- 콥트 정교회
- 이집트의 개신교
- 이집트의 로마 가톨릭교회
- 이집트의 힌두교
- 이집트의 콥트 교회 목록
- 캐나다의 콥트 정교회 목록
- 미국의 콥트 정교회 목록
- 고대 이집트 종교

## 참조
1. ↑  수치는 매우 다양하다. 종교에 대한 대중 정보가 마지막으로 존재했던 1996년 인구 조사에서는 인구의 5.6%가 기독교인이다 (1927년 8.3%에서 하락).[114]
  - 1997년, '워싱턴 중동 문제 보고서' (the Washington Report on Middle East Affairs)는 "이집트의 기독교인의 수에 대한 추정치는 낮은 정부의 수치 6-700만 명에서 일부 기독교 지도자들이 제시한 1,200만 명까지 다양하다. 실제 수치는 6,000만 명 이상의 이집트인 중 900에서 950만 명일 수 있다"라고 하며 전체 인구의 약 10-20% 정도이다.[115]
  - 2004년, 'the Christian Post'는 이집트인의 15%가 토착 기독교인이라고 보도한 미국의 콥트 협회를 인용하였다.[116]
  - 2013년 QScience Connect는 2008년 데이터를 이용하여 15세에서 59세 사이의 이집트인의 5.1%가 콥트교도라고 추정했다.[117]
  - 퓨 재단은 2010년에 기독교인이 5.1%라고 추정했다.[118]
  - CIA 팩트북은 10%로 추정했다 (2012년).[119]
  - 이집트 내 주요 국영 신문사 중 하나인 알아흐람 신문사에 의하면, 10% - 15% 사이로 추정했다 (2017년).[120]
  - Several sources give 10-20%.[16][121]